# Asterany

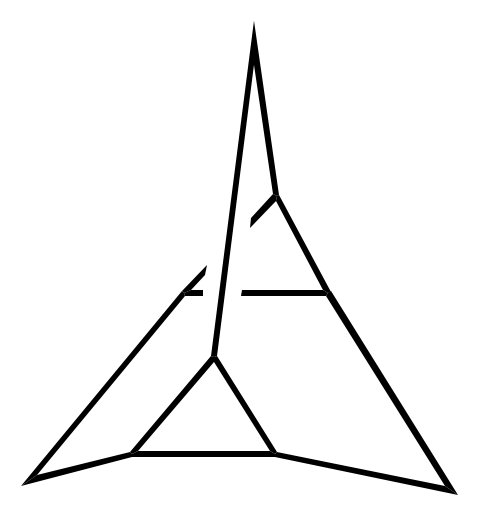
[3]asteran

Asterany jsou uhlovodíky s klecovitými strukturami tvořenými cykloalkanovými kruhy propojenými methylenovými skupinami; jednotlivé stěny jsou tak tvořeny cyklohexanovými kruhy v lodičkové konformaci. Lze je považovat za homology prismanů, které ale mají uhlíková spojení mezi stěnami namísto přímých vazeb. Asterany s trojúhelníkovými a čtvercovými základnami, [3]asteran a [4]asteran, byly syntetizovány a zkoumány, a mnoho vyšších bylo předměty výpočetních studií; tyto modely ukázaly, že souměrné geometrie by od [8]asteranu měly být nestálé.